# Chemielabor

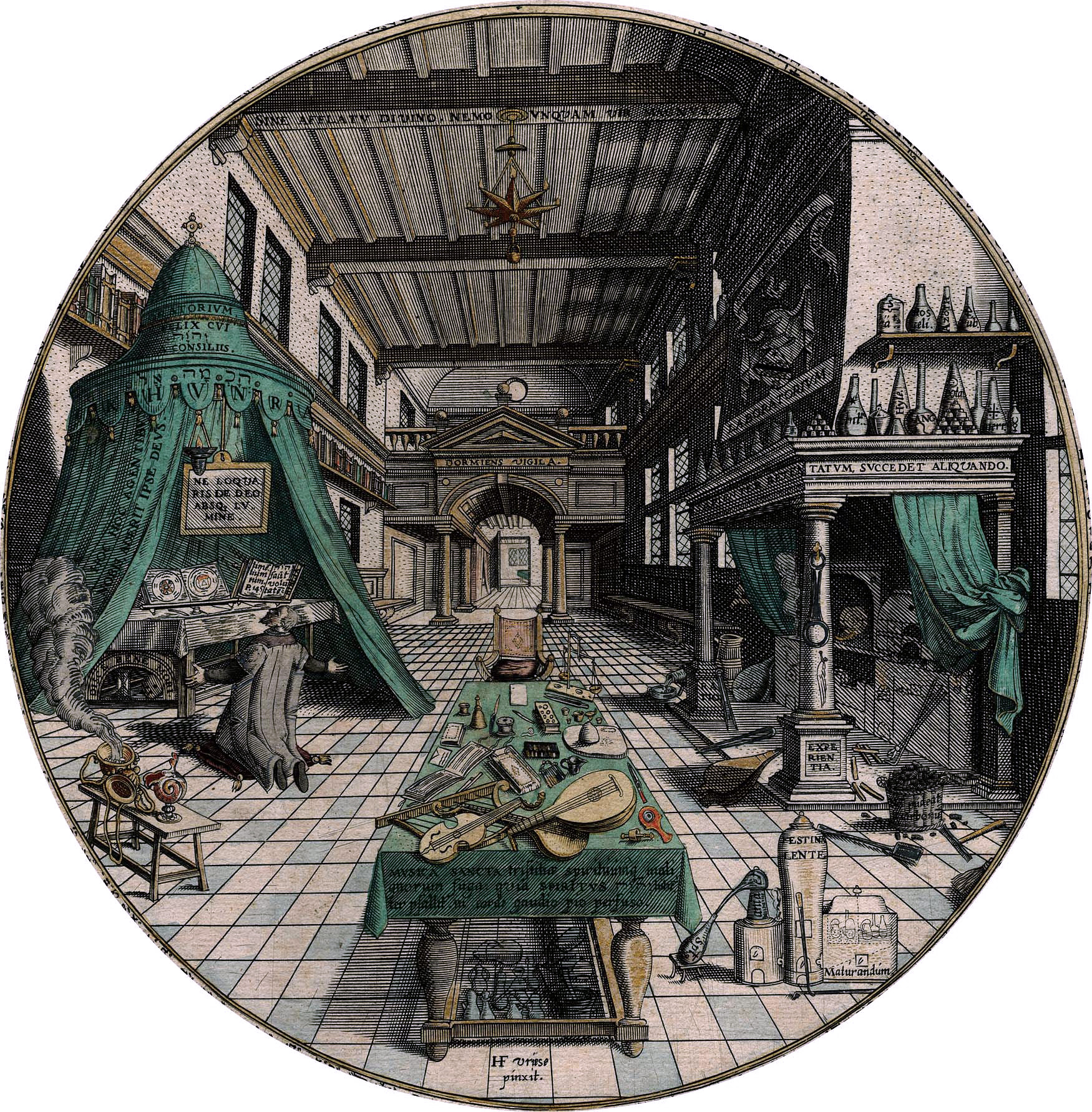
Alchemistisches Labor 1595

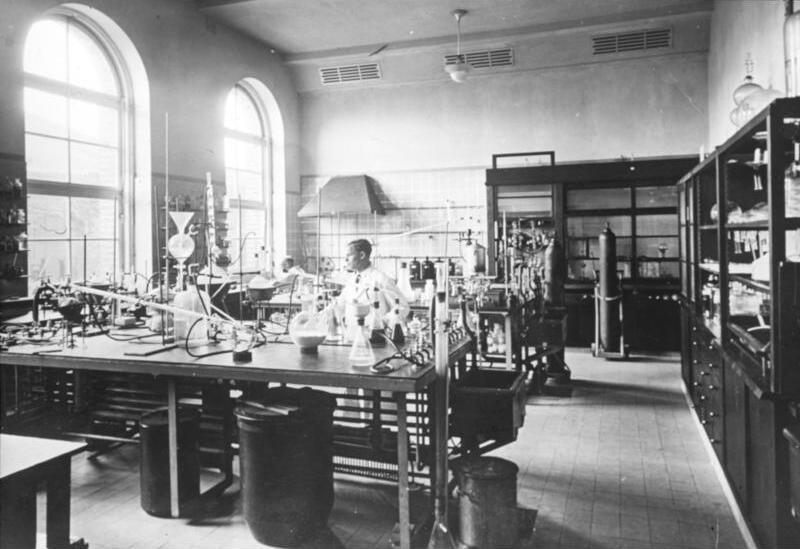
Chemisches Forschungslaboratorium in Darmstadt 1936

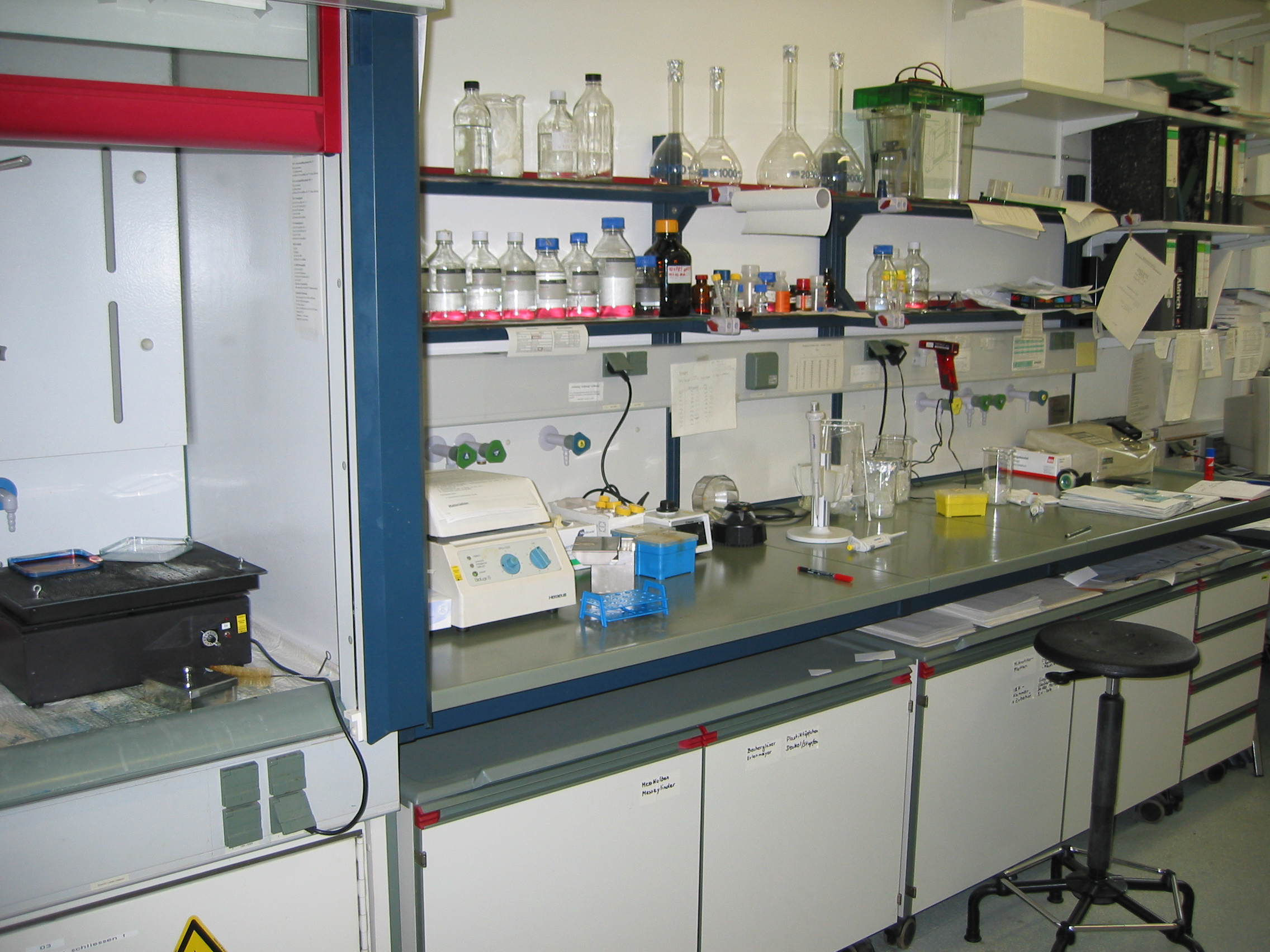
Labortisch, im Hintergrund Laborregale mit Reagenzien

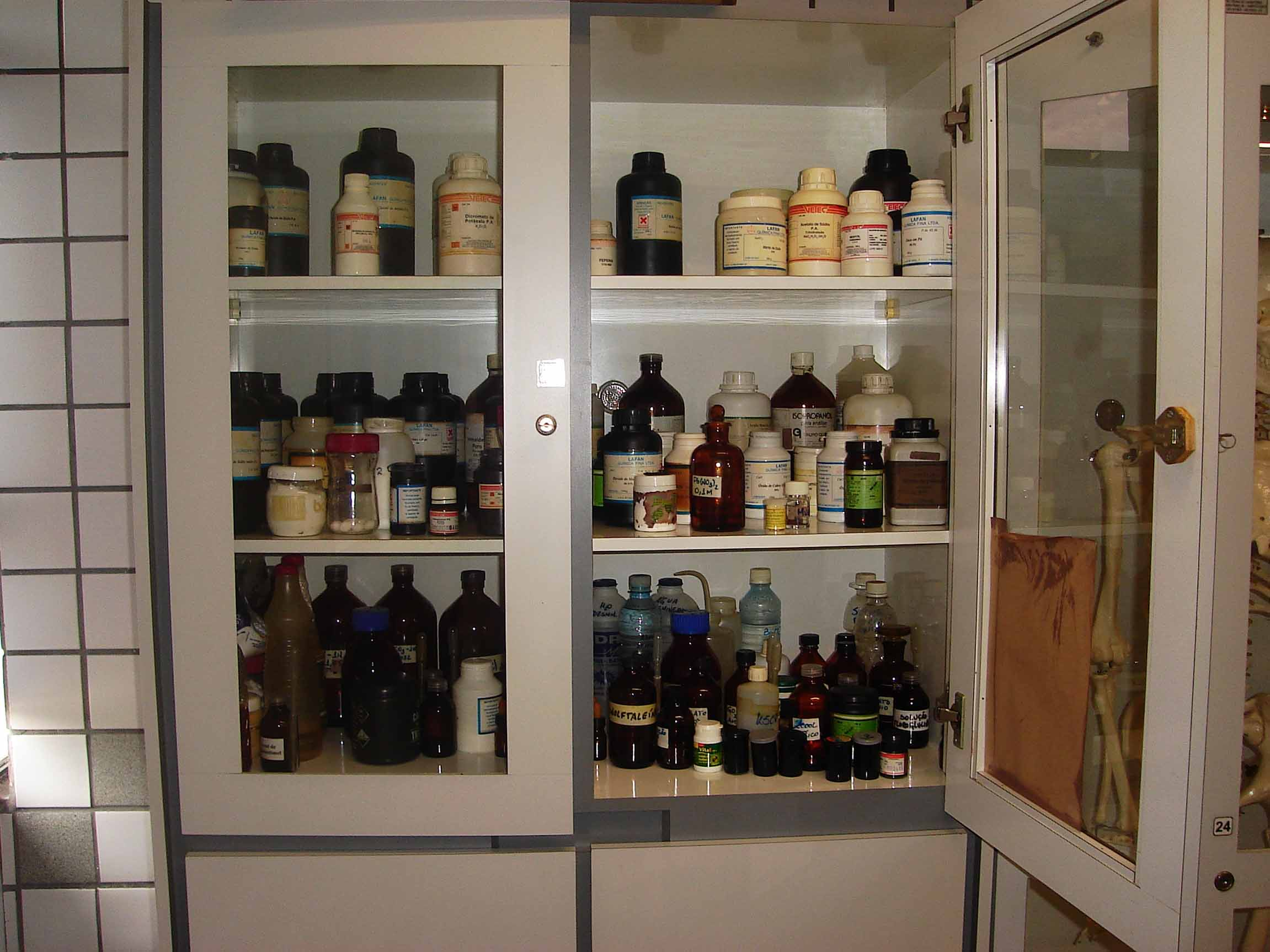
Laborreagenzien in einem Vorratsschrank eines Chemielabors

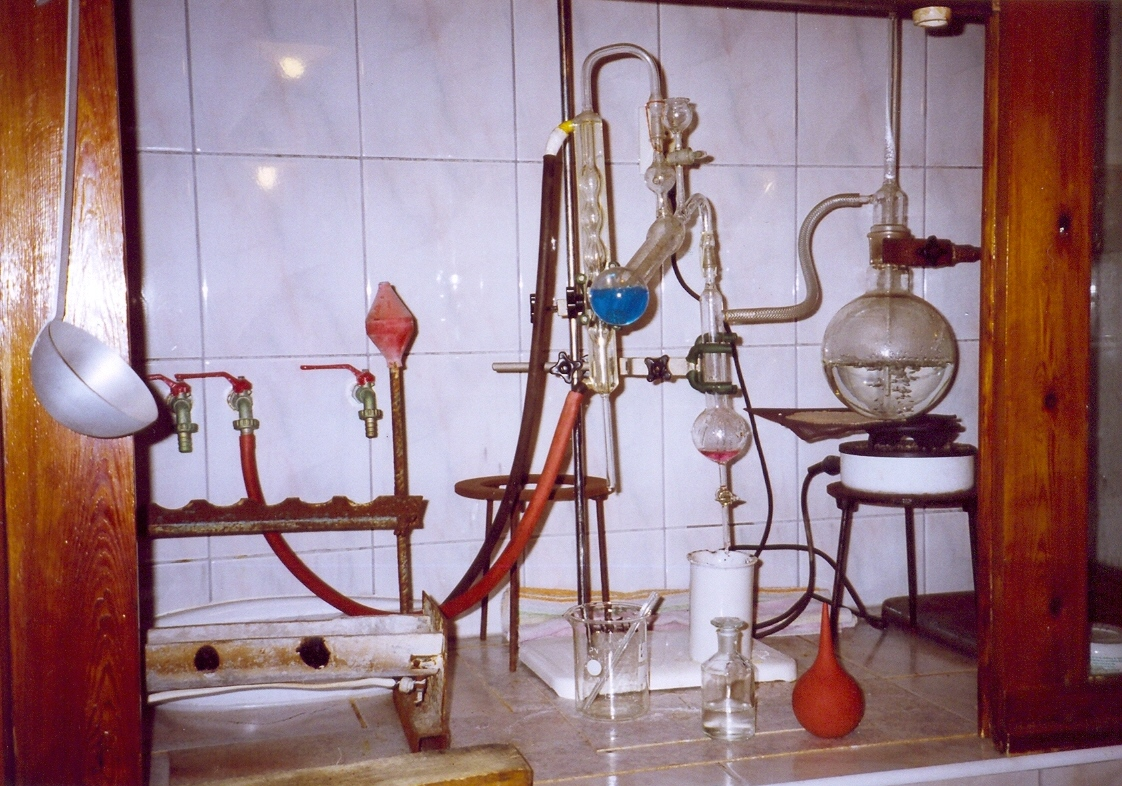
Versuchsapparatur im Gasabzug eines Chemielabors

Chemielabor (von Chemie und lateinisch  laboratorium ‚Arbeitsraum‘) ist der Sammelbegriff für die Räumlichkeiten, in denen chemische Arbeiten (im nichtindustriellen Maßstab, dazu siehe Technikum oder Großproduktion) durchgeführt werden. Das Chemielabor ist in der Regel seitens seiner Ausstattung und Bauweise auf die jeweilige Nutzung exakt zugeschnitten und mit den für chemische Arbeitsverfahren erforderlichen Laborgeräten ausgerüstet.
In vielen Chemielabors sind spezielle chemikalienfeste Böden eingebaut und das Mobiliar ist auf die Erfordernisse bei Handhabung von Gefahrstoffen abgestimmt. In der Regel verfügt ein Chemielabor über Arbeitsplätze mit speziellen Luftabzugssystemen (Digestorium oder Gasabzug genannt). In Speziallabors herrscht ein permanenter Unterdruck, damit keinerlei Gase oder Stäube über Fugen, Fenster oder Türen das Labor unkontrolliert verlassen können.
Neben Regalen und Schränken mit Laborreagenzien (zum Teil Gefahrstoffe) finden sich in Laboratorien auch Messgeräte, Laborapparaturen zur Durchführung von Stoffumwandlungen und Sicherheitseinrichtungen für Notfälle (Not-Aus-Knopf, Feuerlöscher, Feuerlöschdecke, Augen- und Personendusche), Ver- und Entsorgungseinrichtungen.
So ist z. B. in aller Regel eine Notdusche vorhanden, um sich gegebenenfalls von verspritzten, ätzenden oder heißen Chemikalien zu reinigen oder diese zumindest rasch zu verdünnen oder abzukühlen. Außerdem gibt es eine den Arbeiten angepasste Erste-Hilfe-Ausrüstung, zum Beispiel mit einer Augendusche.
Im Arbeitsalltag wird über der normalen Kleidung meist ein (üblicherweise weißer) Mantel aus Baumwollgewebe getragen (Kunstfasergewebe schmelzen bei Verbrennung). Schuhe oder Pantoffel weisen meist eine geschlossene Vorderkappe auf, um Verätzungen durch allfällig abtropfende Gefahrstoffe zu verhindern. Gefährliche Arbeiten werden mit zusätzlicher Schutzausrüstung ausgeführt (Schutzkittel, Schutzbrille oder -visier, ggf. Schutzhandschuhe, Sicherheitsschuhe, Atemschutz); Essen, Trinken und Rauchen am Arbeitsplatz Chemielabor ist untersagt.
In Chemielaboren hat sich für gewisse Tätigkeiten und Bezeichnungen ein eigener Laborjargon entwickelt.

## Tätigkeiten im Chemielabor
In Chemielabors werden Stoffe produziert (Synthese, Präparate), untersucht (Qualitätskontrolle, Materialien analysiert) und dadurch Produktionsprozesse überwacht.
Hierzu werden Stoffgemische getrennt (durch Destillation, Filtration und ähnliche Verfahren, u. a. auch im Kationentrennungsgang), Stoffe nachgewiesen (Nachweisreaktion, Analytik) sowie chemische Reaktionen und Messungen durchgeführt.

## Berufstätige im Chemielabor
In Chemielabors von Forschungs- und Produktionsunternehmen, Lehr- und Ausbildungsbetrieben sowie Untersuchungsämtern arbeiten Chemielaboranten, chemisch-technische Assistenten (CTA), Chemikanten, Produktionsfachkräfte Chemie (Chemiebetriebsjungwerker) sowie Lack- und Biologielaboranten, umwelttechnische Assistenten und auch promovierte Chemiker.

## Einrichtungen und Arbeitsgeräte im Chemielabor
Unter einem Gasabzug in einem Chemielabor versteht man zum Beispiel einen Arbeitsplatz, der mit einer in der Höhe verstellbaren Frontscheibe völlig abgeschlossen werden kann (Digestorium)  und in welchem im einfachen Fall durch Deckenabsaugung Dämpfe und Gase aus dem Arbeitsraum ähnlich einer Küchenabzugshaube abgesaugt werden können. In aufwendigeren Systemen kommen unterschiedliche Luftströme zum Einsatz, beispielsweise direkt hinter der Frontscheibe, um den Austritt von Gasen, Dämpfen oder sonstigen Gefahrstoffen durch den Zugriff zu verhindern. In modernen Sterilabzügen werden verschiedene Abzugssysteme, wie zum Beispiel laminare Strömungen mit der konventionellen Absaugung an der Front und der Decke kombiniert.